# 리처드 폴
리처드 폴(Richard Paul, 1940년 6월 6일 ~ 1998년 12월 25일)은 미국의 배우이다.
로스앤젤레스에서 태어났다.

## 출연 작품
- 인디펜던트 (2000년)
- 썸머 오브 샘 (1999년)
- 글래스 케이지 (1996년)
- 래리 플린트 (1996년) - 제리 팰웰 역
- 신기한 콩나무 (1994년)
- 죽음의 혈투 3 (1991년)
- X 전략 (1987년)
- 후커와 스캐그 (1986년)
- 낫 포 퍼블리케이션 (1984년)
- 이팅 라울 (1982년)
- 엑소시스트 2 (1977년)

### 텔레비전
- 기동순찰대 (1979-80)
- 사랑의 유람선 (1980)
- 허비 (1982, Herbie, the Love Bug)
- 형사 Q (1983)
- 못말리는 번디 가족 (1987)
- 제시카의 추리극장 (1987-91)
- 풀 하우스 (1988-95)